# Synagoge (Wattenheim)
Die Synagoge in Wattenheim wurde im Jahr 1849 in der heutigen Straße An der Synagoge errichtet. 1930 ging das Gebäude im Zuge einer Schenkung der Kultusgemeinde in den Besitz der katholischen Kirchengemeinde über. Trotzdem wurde das Gebäude bei den Novemberpogromen 1938 verwüstet. 1938 verkaufte die Kirchengemeinde das Gebäude an ein Ehepaar. Da dessen Umbaupläne nicht genehmigt wurden, erfolgte 1939 der Abriss. Auf dem Grundstück wurde ein Garten angelegt.

## Synagoge
Bereits vor der Synagoge gab es einen Betsaal, der an ein Wohnhaus angebaut war. Er lag im rückwärtigen Teil eines Grundstückes an der Hauptstraße. Dieser Betsaal bestand mindestens seit 1810. Nach dem Bau der neuen Synagoge wurde dieser als jüdische Schule genutzt. 1892 wurde das Gebäude für 1800 Mark verkauft und 1893 abgerissen. 1849 erwarb die Kultusgemeinde ein Grundstück an der heutigen Straße An der Synagoge. Auf diesem wurde, etwa 50 Meter von der Straße zurückgesetzt, 1849 die Synagoge errichtet. Es handelte sich um ein einfaches kleines Gebäude mit Walmdach, das Rundbogenfenster besaß und über eine Frauenempore verfügte. Das defekte Dach der Synagoge, das zu Wasserschäden im Inneren der Synagoge geführt hatte, konnte 1896 instand gesetzt und die Schäden im Innenraum der Synagoge behoben werden. Nachdem die letzten jüdischen Einwohner Wattenheim im Jahr 1927 verlassen hatten, bot der Verband der israelitischen Kultusgemeinden der Pfalz der katholischen Kirchengemeinde Wattenheim im Jahr 1931 die Synagoge als Schenkung an. Die katholische Verwaltung stimmte zu. Die Schenkungsurkunde wurde auf Dezember 1930 ausgestellt, dem Datum an dem die jüdische Kultusgemeinde Wattenheim offiziell aufgelöst worden war. Obwohl die Synagoge sich im Besitz der katholischen Kirchengemeinde befand und schon viele Jahre nicht mehr als Synagoge genutzt worden war, wurde sie bei den Novemberpogromen 1938 verwüstet. Noch im gleichen Jahr beschloss die Kirchengemeinde das Gebäude für 200 RM an ein Ehepaar zu verkaufen. Nachdem dessen Umbaupläne nicht genehmigt worden waren, rissen diese die ehemalige Synagoge 1939 ab und legten auf dem Grundstück einen Garten an. Am Ende der Straße An der Synagoge befindet sich heute ein Gedenkstein. Die Inschrift lautet:
ZUM GEDENKEN

AN UNSERE JÜDISCHEN MITBÜRGER

HIER STAND DIE WATTENHEIMER SYNAGOGE

ERBAUT 1849 – GESCHÄNDET 1938 – ABGEBROCHEN 1939

GEMEINDE WATTENHEIM

## Jüdische Gemeinde Wattenheim
Die Anfänge der Jüdische Gemeinde Wattenheim in Wattenheim gehen auf den Beginn des 19. Jahrhunderts zurück. Die letzten jüdischen Einwohner verließen Wattenheim 1927. 1930 löste sich die Kultusgemeinde offiziell auf. Die Gemeinde gehörte zum Bezirksrabbinats Frankenthal.